# 鄭瑴
郑瑴（?—?），字致刚，南宋建州人。
政和八年进士及第，授安陆府教授，权信阳县尉，监南康酒税。入京擔任御史台主簿。
建炎元年（1127年），任監察御史，遷右司諫，升為諫議大夫。建炎三年（1129）三月，爆發苗劉兵變，鄭瑴立於庭中，當面斥責苗、劉二人，拜御史中丞。此時張浚派馮轓到杭州和苗、劉等曉以大義，苗傅聽說張浚已集結重兵，詔貶張浚為黃州團練副使、郴州安置，鄭瑴上書為張浚開脫，又遣人密報張浚放慢行軍速度，使叛軍自行垮台。鄭瑴与李邴共同擔任端明殿学士、同签书枢密院事。高宗復位，簽書樞密院事，執政百日而卒，年五十。謚忠穆。有《建炎復辟紀》一卷。

## 延伸阅读
[在维基数据编辑]
 《宋史·卷399》，出自脱脱《宋史》